# High We Exalt Thee, Realm of the Free
High We Exalt Thee, Realm of the Free (em português:  Solenemente te Exaltamos, Reino da Liberdade) é o hino nacional da Serra Leoa. Tem letra escrita por Clifford Nelson Fyle e música composta por John Joseph Akar, sendo adotado no mesmo dia da independência do país, 27 de abril de 1961.